# Plagiopylidae
Famille
Les Plagiopylidae sont une famille de Ciliés de la classe des Kinetofragminophora et de l’ordre des Plagiopylida.

## Étymologie
Le nom de la famille vient du genre type Plagiopyla, dérivé du grec πλάγιος / plágios, « oblique ; de travers », et πύλη / pýli, « porte, portail », peut-être en référence à la forme oblique du péristome (bouche).

## Description
Le genre Plagiopyla présente une rainure au niveau du péristome (bouche) qui est un large gosier ouvert ventralement, dans lequel les rangées de cils à la surface du corps descendent de l'avant et de l'arrière ; ils sont extrêmement densément ciliés ; cependant, les cils ne sont pas fusionnés en membranelles.
Les cils de la gouttière sont coupés et raccourcis ; ce n'est que sur le bord avant de la rainure, sur ce que Kahl apelle la « zone de bord », qu'une partie de cils se courbe sur la rainure ; la rainure mène près du milieu du corps à un court pharynx, qui est couvert ventralement, et auquel la vacuole alimentaire est attachée. Ici sont absorbées des bactéries, notamment la Beggiatoa.
La vacuole contractile se trouve près de l'extrémité postérieure ; elle a toujours deux pores consécutifs. Devant la vacuole se trouve l'anus en forme de fente, avec une rangée dense de cils le long de son bord gauche.
Il existe des trichocystes délicats, généralement denses.
La conjugaison, qui se produit assez rarement, a lieu avec la formation d'un pont étroit, sur lequel chaque conjugué forme une saillie en forme de cheville sur la face dorsale du début du péristome.
Si le péristome reste intact durant les phases de conjugaison, en revanche, au cours de la division cellulaire, il se réduit à un sillon prismatique non cilié, puis il est recréé dans la partie postérieure de l'organisme.

## Répartition
Les membres de cette famille ont été décrits dans un peu toutes les mers du monde, bien que de façon très éparse.

## Liste des genres
Selon GBIF (30 avril 2023) :
- Lechriopyla Lynch, 1930
- Parasonderia Fauré-Fremiet, 1973
- Paraspathidium Noland, 1937
- Plagiopyla Stein, 1860 genre type
- Pseudoplagiopyla Small & Lynn, 1985
- Schizocaryum Poljansky & Golikowa, 1957

## Systématique
Le nom valide de ce taxon est Plagiopylidae Schewiakoff, 1896.